# Taiwanomyzus filicis
Taiwanomyzus filicis är en insektsart. Taiwanomyzus filicis ingår i släktet Taiwanomyzus och familjen långrörsbladlöss. Inga underarter finns listade i Catalogue of Life.